# 木村有希 (模特)
木村有希（日语：／ Kimura Yuki */?，1996年10月23日—）是日本女性模特兒、電視藝人、寫真偶像、YouTuber。暱稱為「Yukipoyo」（ゆきぽよ），並主要以此名在媒體演出。
出生於神奈川縣橫濱市港南區。父親是日本人，母親是菲律賓-西班牙混血。畢業於神奈川縣立永谷高等學校。

## 外部鏈結
- 經紀公司個人介紹頁 （页面存档备份，存于）
- ゆきぽよ(Yuki Kimura)的X（前Twitter）
- ゆきぽよ(Yuki Kimura)的Instagram帳戶
- YouTube上的ゆきぽよの『ちっぽよTV!』頻道